# Lâu đài Turnian
Lâu đài Turnian (tiếng Slovakia: Turniansky hrad) là tàn tích của một lâu đài thuộc địa phận làng Turňa nad Bodvou, vùng Košice, Slovakia. Lâu đài nằm trên một ngọn đồi ở phía đông nam của đồng bằng Zádiel, chỉ cách biên giới Hungary 5 km.

## Lịch sử
Theo một số nhà nghiên cứu, một lâu đài nhỏ đã tồn tại ở ngôi làng Turňa nad Bodvou vào năm 1198. Vào năm 1234, lâu đài thuộc sở hữu của gia đình Turnian (Tornay) và lúc bấy giờ được gọi là lâu đài Tornus. Sau cuộc xâm lược của người Tartar, một lâu đài có một tòa tháp hình lăng trụ được xây lên với chức năng bảo vệ hành trình kéo dài từ vùng Gemer đến vùng Spiš. Một số văn bản khác lại cho rằng lâu đài không được xây dựng cho đến năm 1357. Sau đó, chủ nhân của lâu đài lúc bấy giờ là Ján Tornay đã tái thiết lâu đài này. Vào khoảng năm 1448, lâu đài bị quân đội của Jiskra chiếm đóng. Gia đình Imrich Zápoľský đã mua lại khu bất động sản này và sử dụng lâu đài từ năm 1476 đến năm 1531.
Lâu đài Turnian cùng các lâu đài khác ở biên giới tạo thành một hệ thống pháo đài lớn để chống Thổ Nhĩ Kỳ. Bất chấp những hệ thống phòng thủ này, người Thổ Nhĩ Kỳ vẫn chiếm được lâu đài vào năm 1652. Trong cuộc nổi dậy do Hoàng tử Hungary Emeric Thököly lãnh đạo, Tướng Schultz đã phá hủy lâu đài vào năm 1685. Lâu đài bị đổ nát kể từ đó.